# Zákupská pahorkatina
Zákupská pahorkatina – kraina geograficzna (mikroregion) o charakterze pogórza w północnych Czechach, w północnej części Płyty Czeskiej (Płyty Północnoczeskiej). Zákupská pahorkatina i Dokeská pahorkatina tworzą Wyżynę Ralską (czes. Ralská pahorkatina}.
Powierzchnia wynosi 602 km². Najwyższym wzniesieniem jest Ralsko (696 m n.p.m.).

## Położenie
Zákupská pahorkatina leży w północnej części Płyty Czeskiej i graniczy z następującymi jednostkami geomorfologicznymi: od północy z Górami Łużyckimi (czes. Lužické hory), od południowego wschodu z Dokeską pahorkatiną (czes. Dokeská pahorkatina), od zachodu ze Średniogórzem Czeskim (czes. České středohoří).

## Podział
Zákupská pahorkatina dzieli się na:
- Cvikovská pahorkatina
- Českolipská kotlina
- Podještědská pahorkatina
- Kotelská vrchovina
- Strážská kotlina

## Najwyższe wzniesienia
- Ralsko 696 m, niedaleko miasta Mimoň
- Jezevčí vrch 665 m, 5 km od miasta Jablonné v Podještědí
- Tlustec 591 m, Cvikovská pahorkatina, niedaleko wsi Brniště
- Zelený vrch (Cvikov) 586 m, Cvikovská pahorkatina, 2 km od Cvikova
- Mazova horka 569 m, Kotelská vrchovina
- Ortel 554 m, Cvikovská pahorkatina, nad wsią Lindava
- Tisový vrch 540 m, Cvikovská pahorkatina, niedaleko wsi Svojkov
- Slavíček 535 m, Cvikovská pahorkatina, nad wsiami Svojkov i Sloup v Čechách
- Velký Jelení vrch 514 m, Kotelská vrchovina, niedaleko wsi Hamr na Jezeře
- Jelínka 508 m, Kotelská vrchovina
- Stříbrník 507 m, Podještědská pahorkatina, powiat Liberec
- Malý Jelení vrch 500 m, Kotelská vrchovina
- Kostelní vrch 500 m, Podještědská pahorkatina

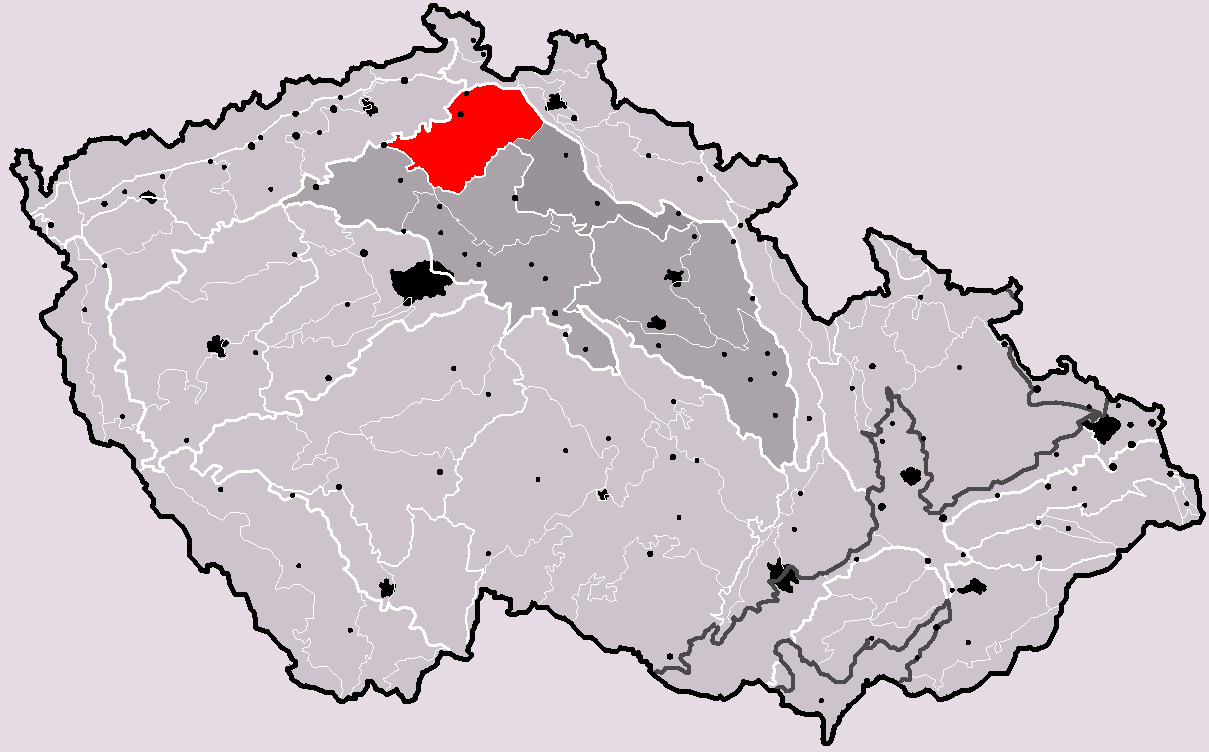
Położenie Ralskiej pahorkatiny

## Budowa geologiczna
Kraina zbudowana jest z głównie z górnokredowych piaskowców, miejscami poprzebijanych kominami trzeciorzędowych bazaltów, fonolitów i trachitów, które tworzą wzniesienia.

## Wody
Dokeská pahorkatina leży w dorzeczu Łaby.

## Ochrona przyrody
Na obszarze Zakupskiej pahorkatiny znajdują się fragmenty dwóch obszarów chronionego krajobrazu – Czeskie Średniogórze (czes. CHKO Lužické hory) i Czeskie Średniogórze (czes. CHKO České středohoří).
Jest tu też kilka rezerwatów przyrody: NPP Čertova zeď, PP Divadlo, PP Stříbrník, PP Široký kámen.

## Galeria

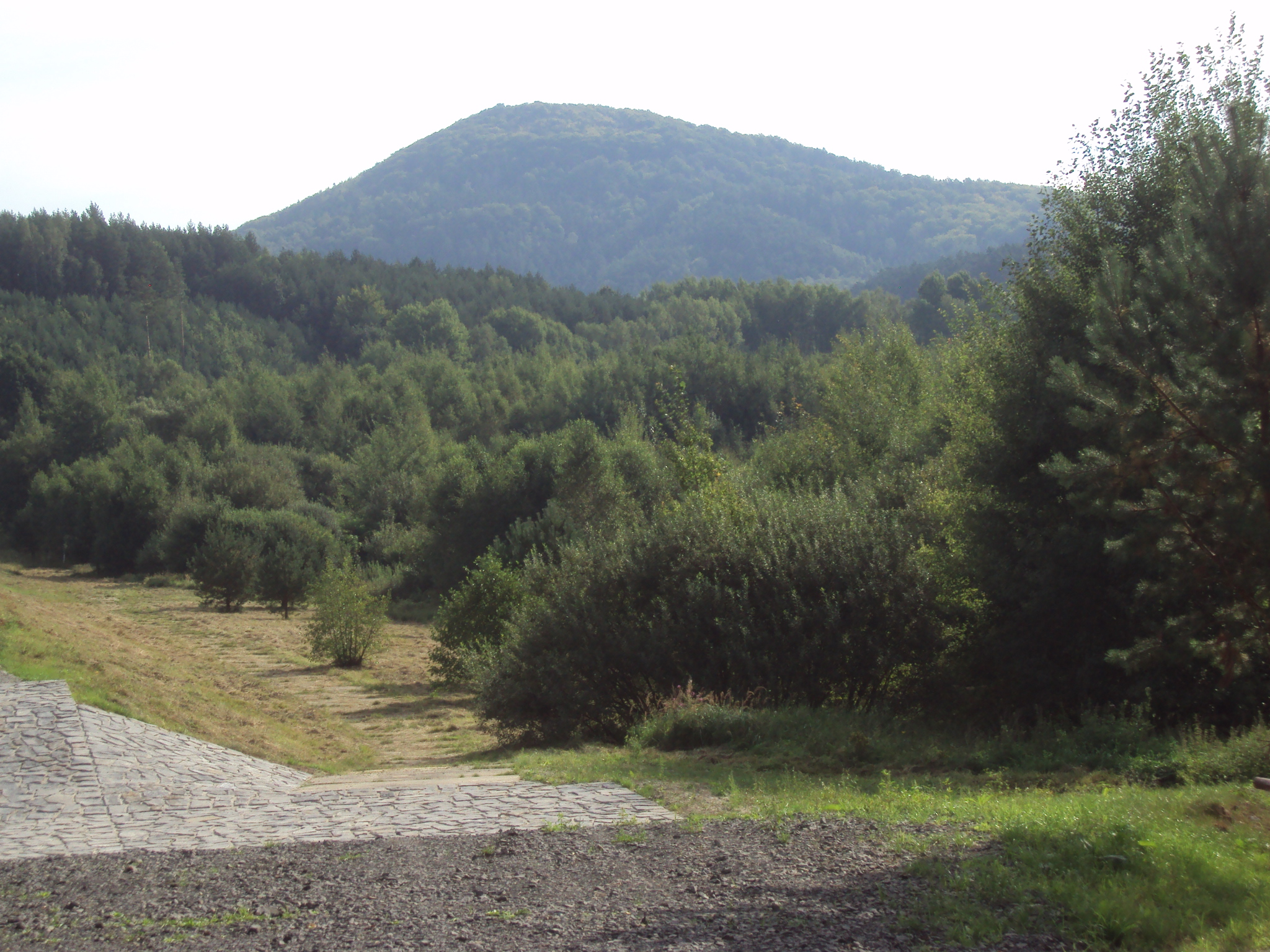
Jezevčí vrch
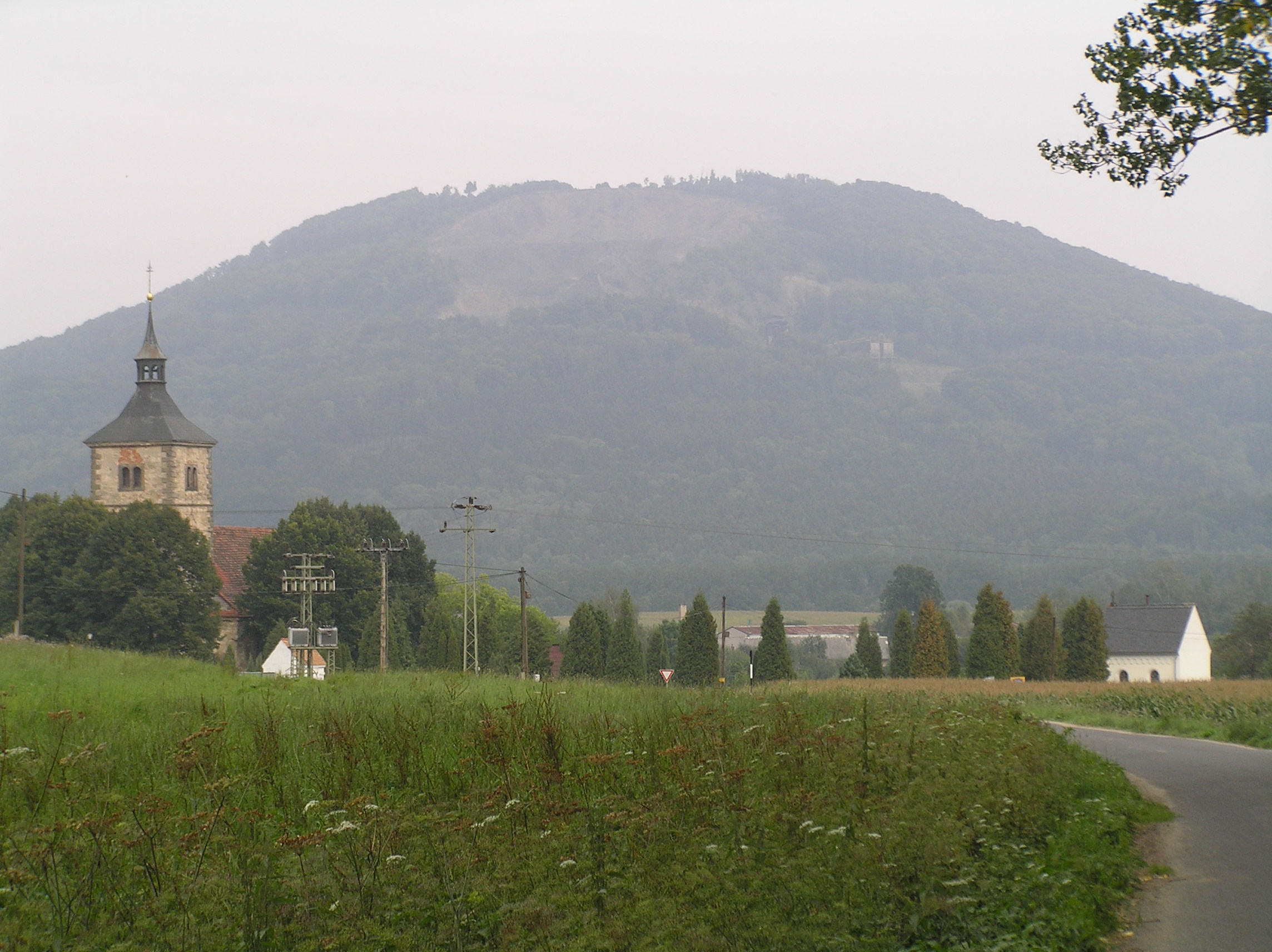
Tlustec nad Brništěm
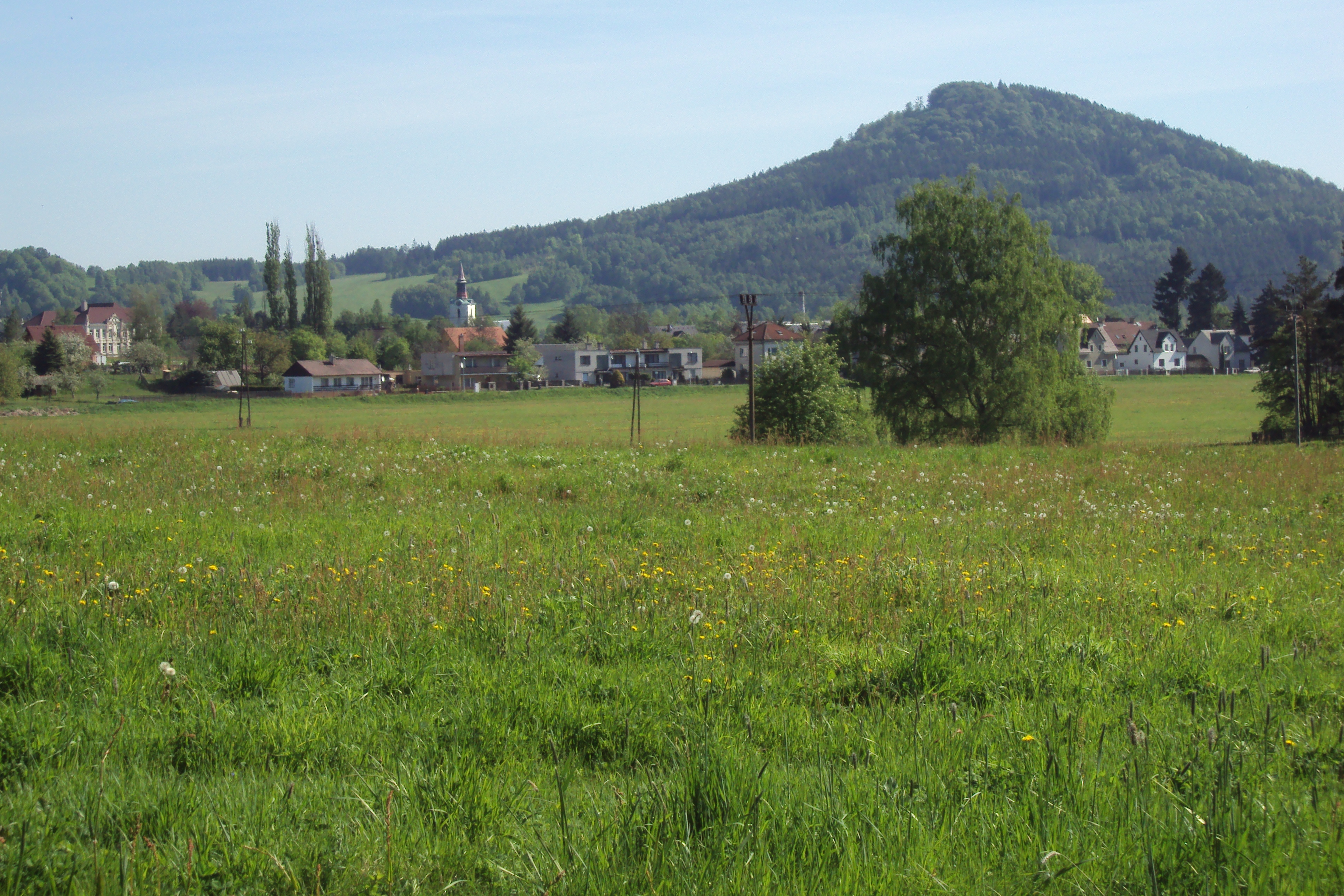
Zelený vrch nad Cvikovem
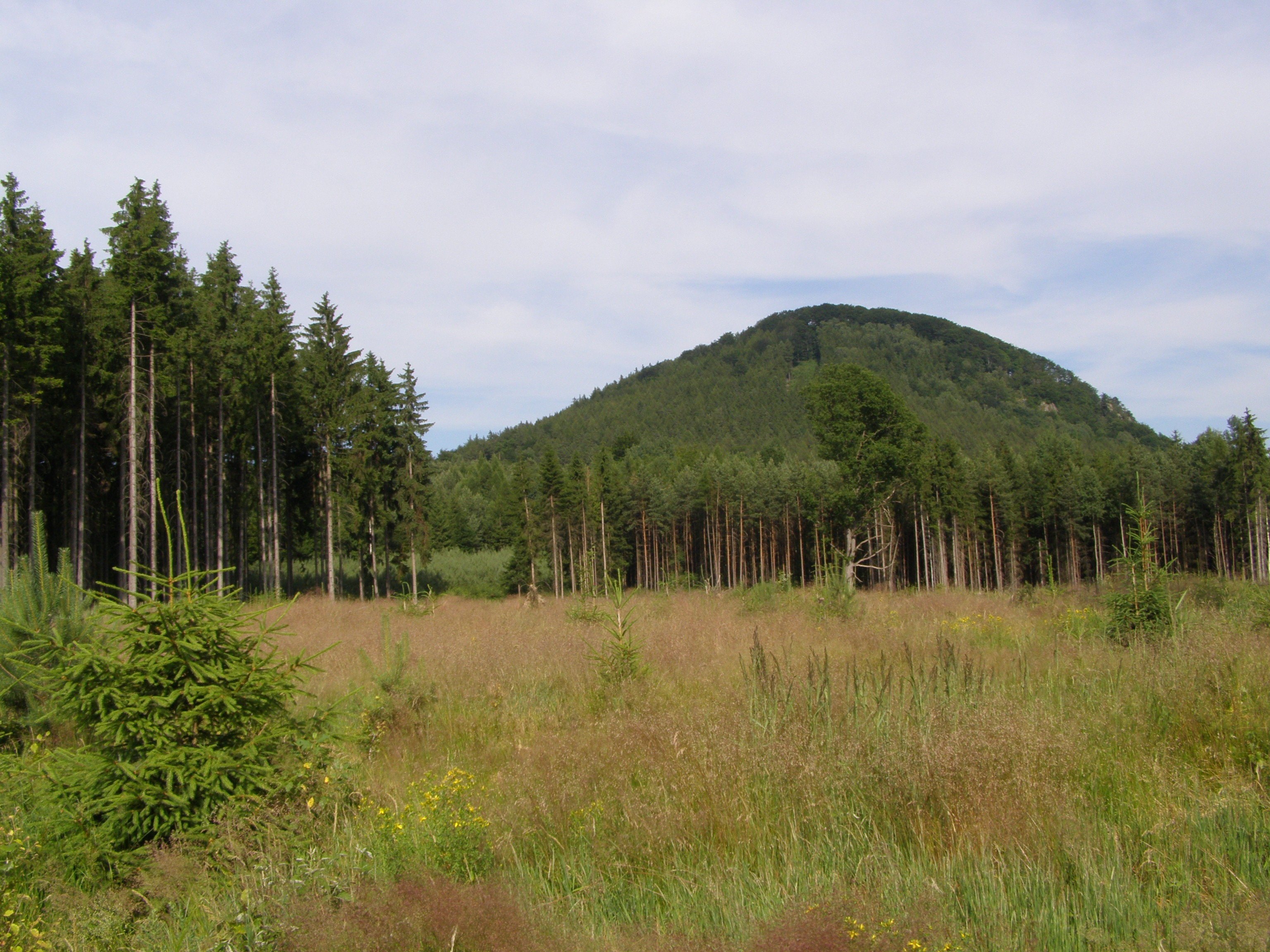
Ortel w pobliżu Cvikova
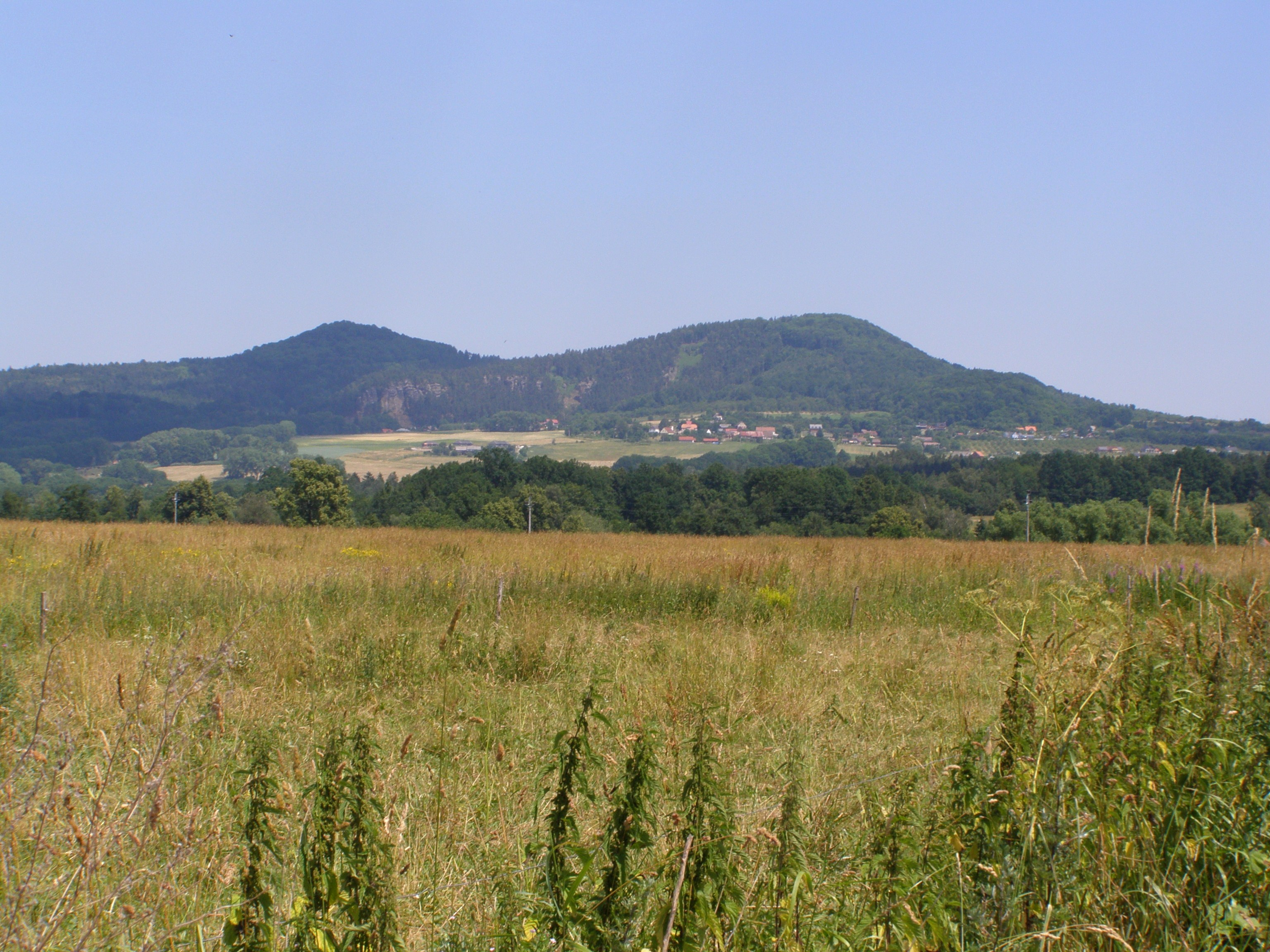
Slavíček i sąsiedni Tisový vrch
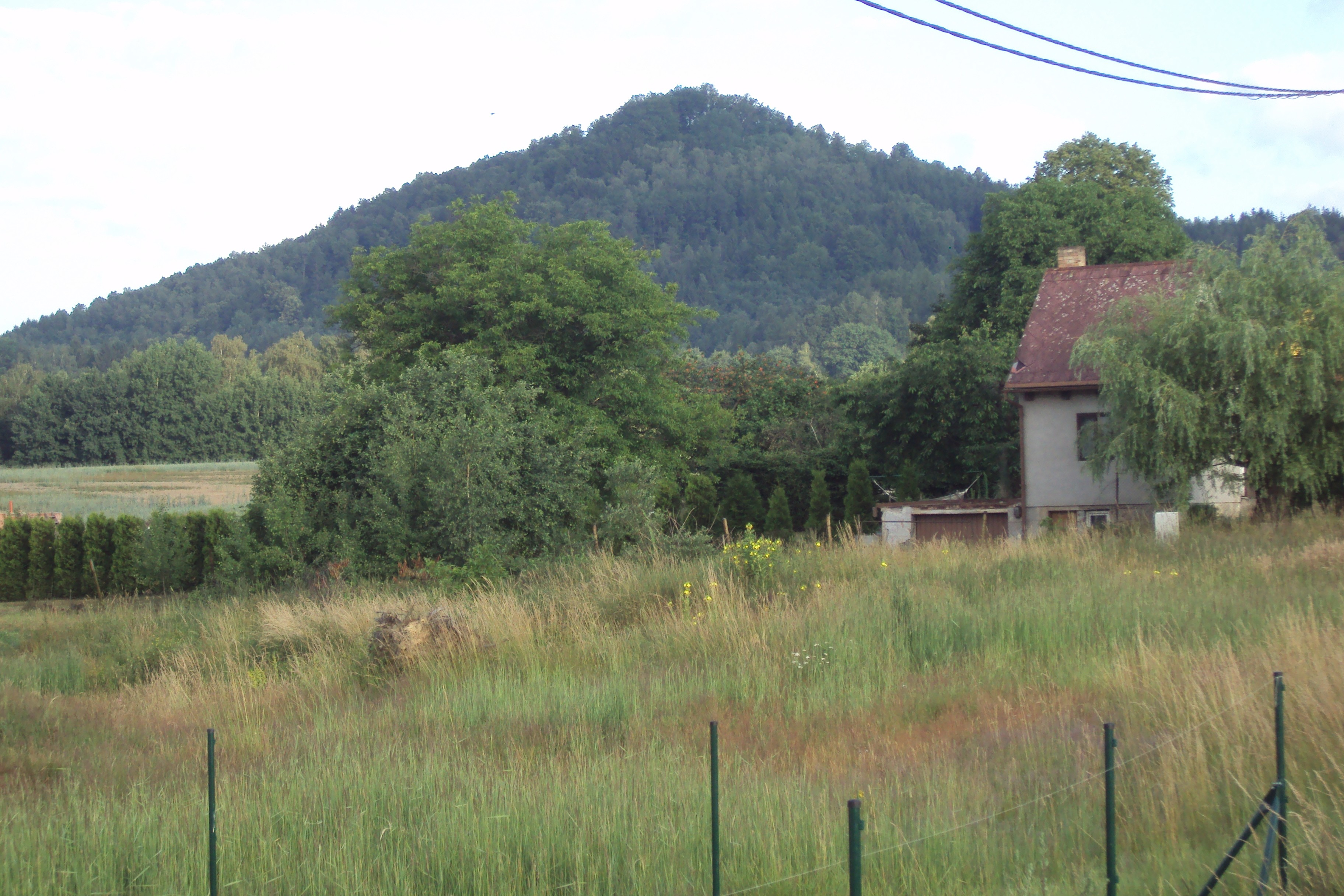
Skalický vrch na południe od Nového Boru
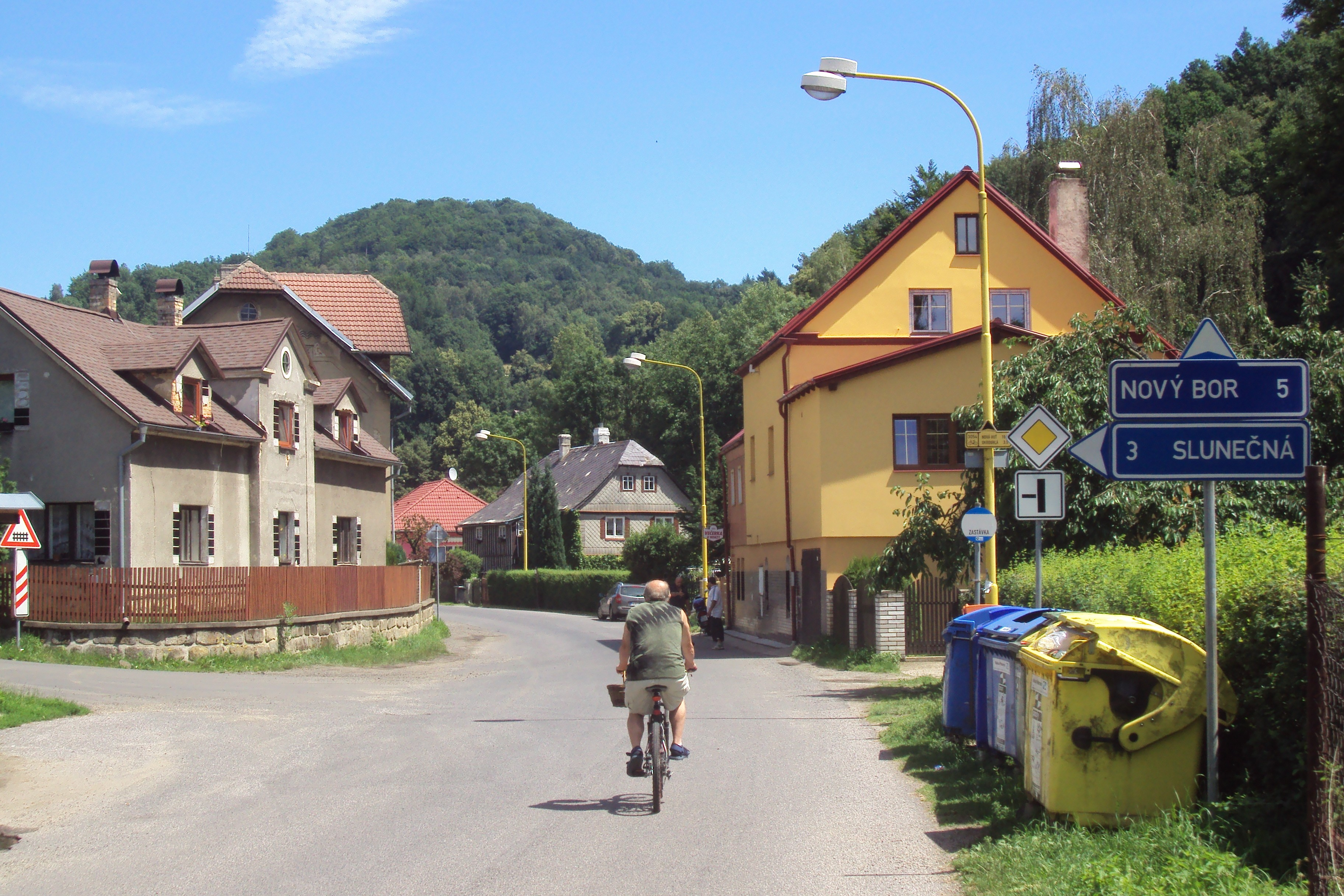
Chotovický vrch na południe od Nového Boru
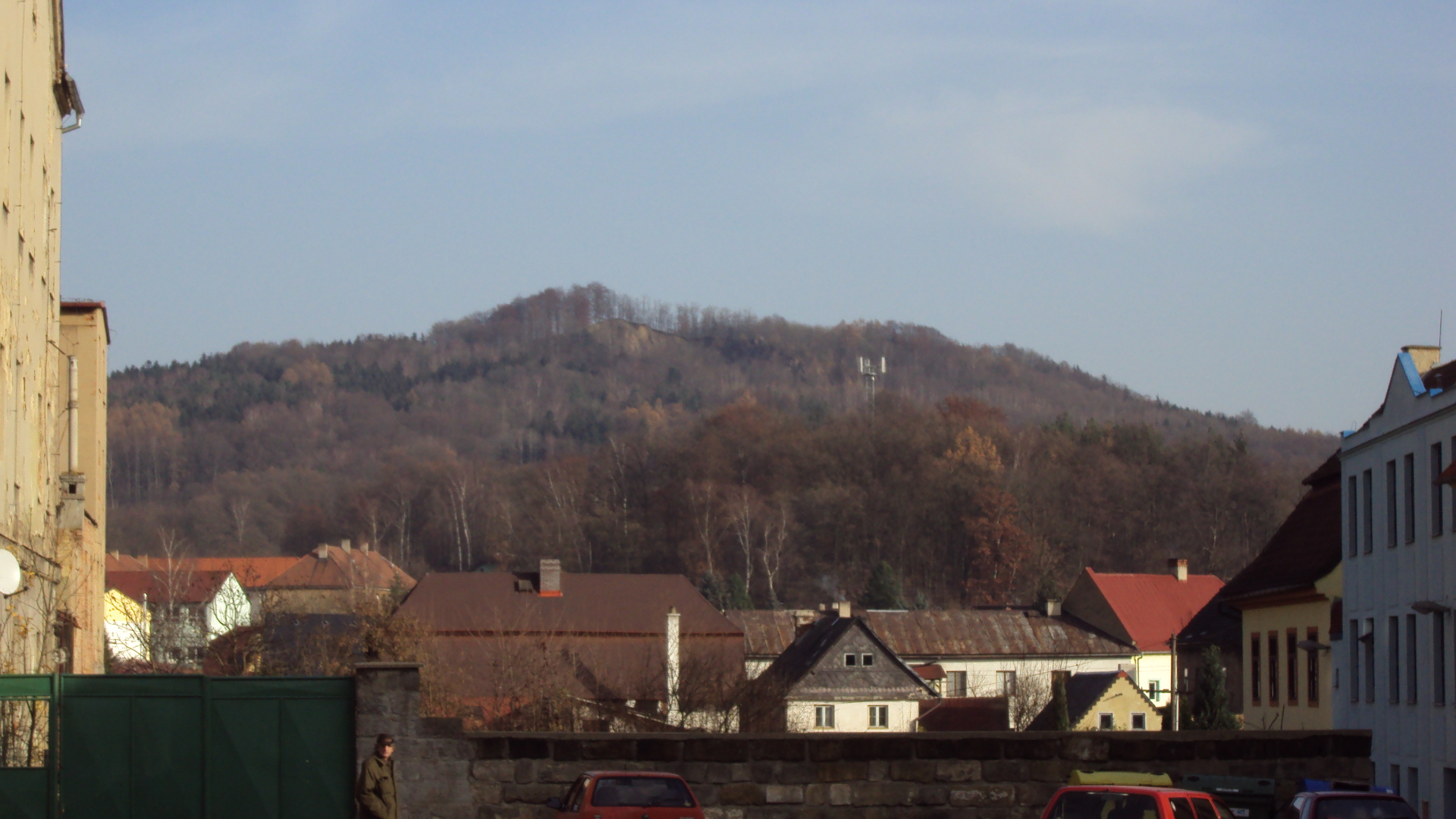
Kamenický kopec widziany od Zákup